# Piotr Kudlik
Piotr Kudlik (ur. 15 lipca 1990) – polski bilardzista, reprezentant Polski.

## Kariera sportowa
W bilard gra od 2002 roku. W swoim międzynarodowym debiucie zdobył brązowy medal na Mistrzostwach Europy Juniorów w niemieckim Willingen (Upland) w sierpniu 2007.
Zawodnik klubu Metal-Fach LP Pool Bilard Sokółka.

## Osiągnięcia
- 2011, Mistrzostwa Polski w Pool Bilard 8 bil – złoty medal[4]
- 2010, Mistrzostwa Polski w Pool Bilard 10 bil – brązowy medal[5]
- 2010, Mistrzostwa Polski w Pool Bilard 8 bil – brązowy medal[6]
- 2010, Drużynowe Mistrzostwa Europy w Pool Bilard – brązowy medal[7]
- 2009, Międzynarodowy Pucharu Polski w Pool Bilard 9 bil – pierwsze miejsce[3]
- 2008, Mistrzostwa Polski Juniorów, juniorzy starsi, 14/1 – złoty medal[8]
- 2008, Mistrzostwa Polski Juniorów, juniorzy starsi, 9 bil – brązowy medal
- 2008, Mistrzostwa Polski Juniorów, juniorzy starsi, 8 bil – piąte miejsce[9]
- 2007, Mistrzostwa Europy Juniorów – brązowy medal
- 2007, Mistrzostwa Polski Juniorów, juniorzy starsi, 8 bil – srebrny medal
- 2007, Mistrzostwa Polski Juniorów, juniorzy starsi, 14/1 – srebrny medal
- 2007, Mistrzostwa Polski Juniorów, juniorzy starsi, 9 bil – brązowy medal
- 2005, Junior Roku 2005 w kategorii do lat 15[10]
- 2005, Indywidualne Mistrzostwa Polski UKS – złoty medal
- 2003, Indywidualne Mistrzostwa Polski UKS – brązowy medal